# Masud Esmaeilpur
Masud Esmaeilour Yuibari (en persa: مسعود اسماعیل‌پور جویباری‎; provincia de Mazandarán, 6 de agosto de 1988) es un luchador iraní de lucha libre. Participó en los Juegos Olímpicos de Londres 2012 en la categoría de 60 kg, consiguiendo un séptimo puesto. Consiguió dos medallas en campeonatos mundiales, una de plata en 2014 y de bronce de 2013. Ganó el oro en los Juegos Asiáticos de 2014. Ganó cinco medallas en campeonato asiático, de oro en 2010, 2014 y 2015. Cinco veces representó a su país en la Copa del Mundo.  En el 2013, 2014 y 2015 consiguió el resultado más importante, clasificándose en la primera posición. Campeón Mundial de Juniores del año 2008.